# Fastlane (2018)
Fastlane (2018) là một sự kiện pay-per-view đấu vật chuyên nghiệp và sự kiện của WWE Network sản xuất bởi WWE cho SmackDown, diễn ra ngày 11 tháng 3 năm 2018, tại Nationwide Arena ở Columbus, Ohio. Đây là sự kiện Fastlane thứ 4. Sự kiện năm 2018 là sự kiện pay-per-view độc quyền SmackDown cuối cùng dưới thời chia tách thương hiệu khi sau WrestleMania 34, tất cả các pay-per-view của WWE đều dành cho cả Raw và SmackDown.
Có 7 trận đấu diễn ra trong sự kiện, với 1 trận ở pre-show. Trong sự kiện chính, AJ Styles bảo vệ thành công đai WWE Championship trong trận six-pack challenge trước Kevin Owens, Sami Zayn, Baron Corbin, Dolph Ziggler, và đô vật tự do John Cena. Trong các trận đấu khác, Randy Orton đánh bại Bobby Roode để lần đầu tiên giành đai United States Championship, trở thành Grand Slam Champion thứ 18 trong lịch sử. Charlotte Flair cũng bảo vệ thành công đai SmackDown Women's Championship trước Ruby Riott, sau đó, nhà vô địch nữ của Royal Rumble Asuka từ Raw có màn ra mắt SmackDown để thách thức danh hiệu của Flair tại WrestleMania 34.

## Kết quả
| #                                                                                     | Kết quả | Thể loại                                                        | Thời gian |
| ------------------------------------------------------------------------------------- | --- | --------------------------------------------------------------- | --------- |
| 1P                                                                                    | Breezango (Fandango và Tyler Breeze) và Tye Dillinger đánh bại Mojo Rawley, Chad Gable, và Shelton Benjamin                    | Trận đấu đồng đội 6 người                                       | 7:25      |
| 2                                                                                     | Shinsuke Nakamura đánh bại Rusev (cùng với Aiden English)                                                                      | Trận đấu đơn                                                    | 14:50     |
| 3                                                                                     | Randy Orton đánh bại Bobby Roode (c)                                                                                           | Trận đấu đơn tranh đai WWE United States Championship           | 19:15     |
| 4                                                                                     | Natalya và Carmella đánh bại Becky Lynch và Naomi                                                                              | Trận đấu đồng đội                                               | 8:55      |
| 5                                                                                     | The Usos (Jey Uso và Jimmy Uso) (c) vs. The New Day (Kofi Kingston và Xavier Woods) (cùng với Big E) kết thúc không có kết quả | Trận đấu đồng đội tranh đai WWE SmackDown Tag Team Championship | 9:00      |
| 6                                                                                     | Charlotte Flair (c) đánh bại Ruby Riott bằng đòn khóa                                                                          | Trận đấu đơn tranh đai WWE SmackDown Women's Championship       | 13:45     |
| 7                                                                                     | AJ Styles (c) đánh bại John Cena, Kevin Owens, Sami Zayn, Dolph Ziggler, và Baron Corbin                                       | Six-Pack Challenge tranh đai WWE Championship                   | 21:55     |
| - (c) – chỉ người vô địch bước vào trận đấu - P – chỉ trận đấu diễn ra trong pre-show | |                                                                 |           |